# Die Reformkonservativen
Die Reformkonservativen – REKOS (Kurzbezeichnung: REKOS) sind eine politische Partei in Österreich. Sie bezeichnet sich selbst als reformatorisch und konservativ.
Im Juni 2016 wurde die Partei aufgelöst.

## Geschichte
Am 23. Dezember 2013 verkündete der Europaabgeordnete Ewald Stadler in einer Pressekonferenz, dass er bei der Europawahl 2014 mit einer eigenen Partei, den REKOS, antreten will. Stadler war zuvor am 3. Oktober 2013 wegen „parteischädigenden Verhaltens“ aus dem BZÖ ausgeschlossen worden.
Die Christliche Partei Österreichs (CPÖ) unter Parteiobmann Rudolf Gehring sowie einige Studenten aus dem weiteren Umfeld der Jungen europäischen Studenteninitiative (JES), vertreten durch Alexander Tschugguel, unterstützten die REKOS. Seitens der JES wurde allerdings betont, dass man weder Ewald Stadler oder die Rekos noch eine andere Partei bzw. einen anderen Kandidaten unterstütze.
Das Parteiprogramm wurde am 12. Februar 2014 veröffentlicht. Als Ziel für die EU-Wahl gab Stadler 5 % der Stimmen an. Mit 1,18 % wurde dieses Ziel jedoch verfehlt.
Nach der Wahl zum Europäischen Parlament 2014 plante die Partei einen Strukturaufbau in Österreich sowie ein bundesweites Antreten zu den nächsten Nationalratswahlen, was jedoch nicht zustande kam.

## Ausrichtung
Die Partei bekennt sich zur „christlichen Wertordnung, zur christlichen Tradition des Abendlandes, zur staatstragenden Bedeutung der Familie und zum freien Eigentum“, ist EU-kritisch und möchte eine Alternative zur rechtspopulistischen FPÖ und konservativen ÖVP darstellen.
Weiters setzt sich die Partei für Tierschutz und ein „leistbares Leben“ ein und tritt gegen „Volksverblödung“ auf, womit eine nur unzureichende Ausbildung von Lehrlingen und Schülern in Österreich gemeint ist. Sie tritt für ein neues Elite-Denken an Schulen und Universitäten ein. Der politische Begriff Rechts soll entdämonisiert werden und von Rechtsextremismus abgegrenzt werden. Der Parteiobmann Stadler kann sich auch eine eventuelle Wiedereinführung der Monarchie vorstellen.

### Außenpolitik
Die Partei übt scharfe Kritik an der westlichen Vorgehensweise gegen Russland in Bezug zur Ukraine-Krise und warnt vor einer militärischen Auseinandersetzung zwischen der NATO und Russland. Sie fordert auch allgemein bessere Beziehungen zu Russland. Das Europäische Parlament soll abgeschafft werden. Insgesamt wird eine „zentralistische“ EU sehr kritisch gesehen, der Integrationsprozess soll umgekehrt werden. Sie fordert zu besonderer Solidarität mit den christlichen Opfern des Islamismus in Gestalt des IS im Nahen Osten auf.

### Gesellschaftspolitik
Die Familie wird als Keimzelle der Gesellschaft angesehen, dessen klassische Variante (Vater, Mutter, Kind) es zu schützen und zu bewahren gelte. Homosexuelle Partnerschaften, Gender-Mainstreaming und die Ganztagsschule werden ganz besonders kritisch gesehen. Zudem soll die Geburtenrate in Österreich angehoben werden. Elementar wichtig für die Partei ist der Lebensschutz, sie tritt in konservativ-christlicher Manier vehement gegen Abtreibung und Sterbehilfe ein. Eine Liberalisierung von weichen Drogen wie Cannabis lehnt sie strikt ab. Tradition soll wieder eine stärkere Betonung finden, so werden importierte Feste und Bräuche wie Halloween abgelehnt.